# غاري أمبرواز
غاري أمبرواز (بالفرنسية: Gary Ambroise)‏ هو لاعب كرة قدم هايتي في مركز الهجوم، ولد في 17 يونيو 1985 في باريس في فرنسا. شارك مع منتخب هايتي لكرة القدم. أما مع النوادي، فقد لعب مع دوكسا كاتوكوبياس ‏.

## وصلات خارجية
- غاري أمبرواز على موقع الاتحاد الدولي (مؤرشف)  (الإنجليزية)
- غاري أمبرواز على موقع قاعدة بيانات كرة القدم.إي يو (الإنجليزية)
- غاري أمبرواز على موقع ناشيونال فوتبول تيمز (الإنجليزية)
- غاري أمبرواز على موقع Soccerway.com (الإنجليزية)